# Zügenschlucht

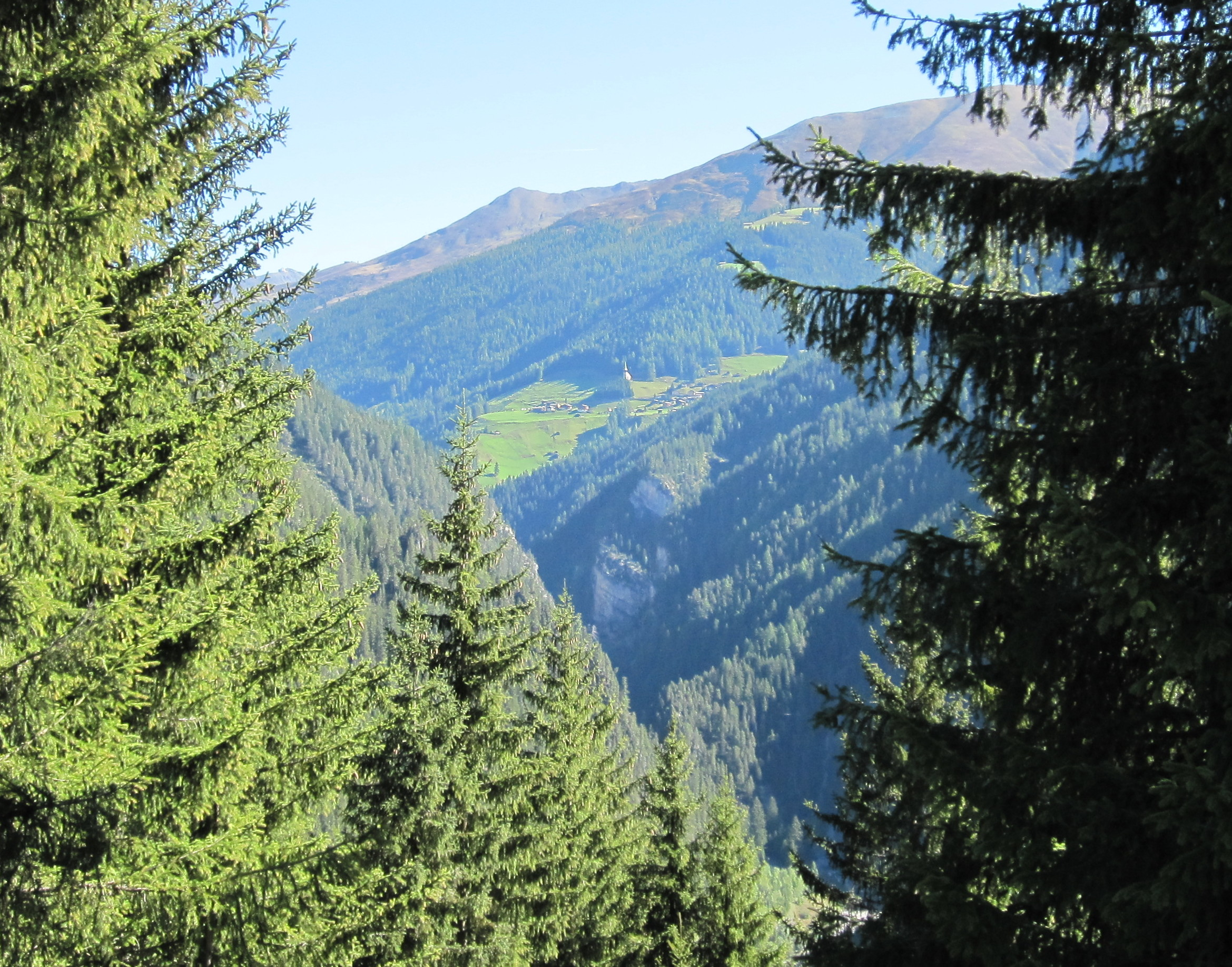
Die Zügenschlucht von Jenisberg aus gesehen, in der Bildmitte Davos Monstein

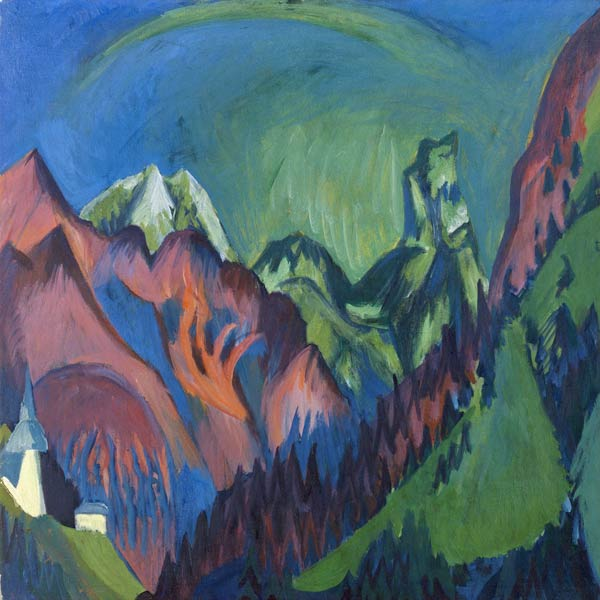
Ernst Ludwig Kirchner: Gemälde Tinzenhorn – Zügenschlucht bei Monstein 1919/1920 (Kirchner Museum Davos)

Die Zügenschlucht ist eine drei Kilometer lange, vom Landwasser geformte Schlucht zwischen Wiesen und Monstein in der Landschaft Davos, eingerahmt von den Felsformationen Steig und Silberberg.
Strasse
Bis zur Eröffnung des Landwassertunnels 1974 führte die im 19. Jahrhundert erbaute und im 20. Jahrhundert stellenweise verbreiterte Kantonsstrasse Davos–Filisur durch die Schlucht. Die alte Zügenstrasse wurde als Gesteinslehrpfad ausgeschildert und ist von Frühling bis Herbst für Wanderer begehbar. Da es in der Zügenschlucht immer wieder zu Steinschlägen kommt und bei Unwettern Geröll und Bäume auf die Fahrbahn stürzen, hat die Gemeinde Davos im Frühjahr 2023 die touristischen Leistungsträger aufgefordert, die Zügenschlucht in ihrem Werbematerial nicht mehr zu erwähnen. Im Juni 2023 gab die Gemeinde die Information heraus, dass die Zügenschlucht vorerst wieder uneingeschränkt begehbar ist.

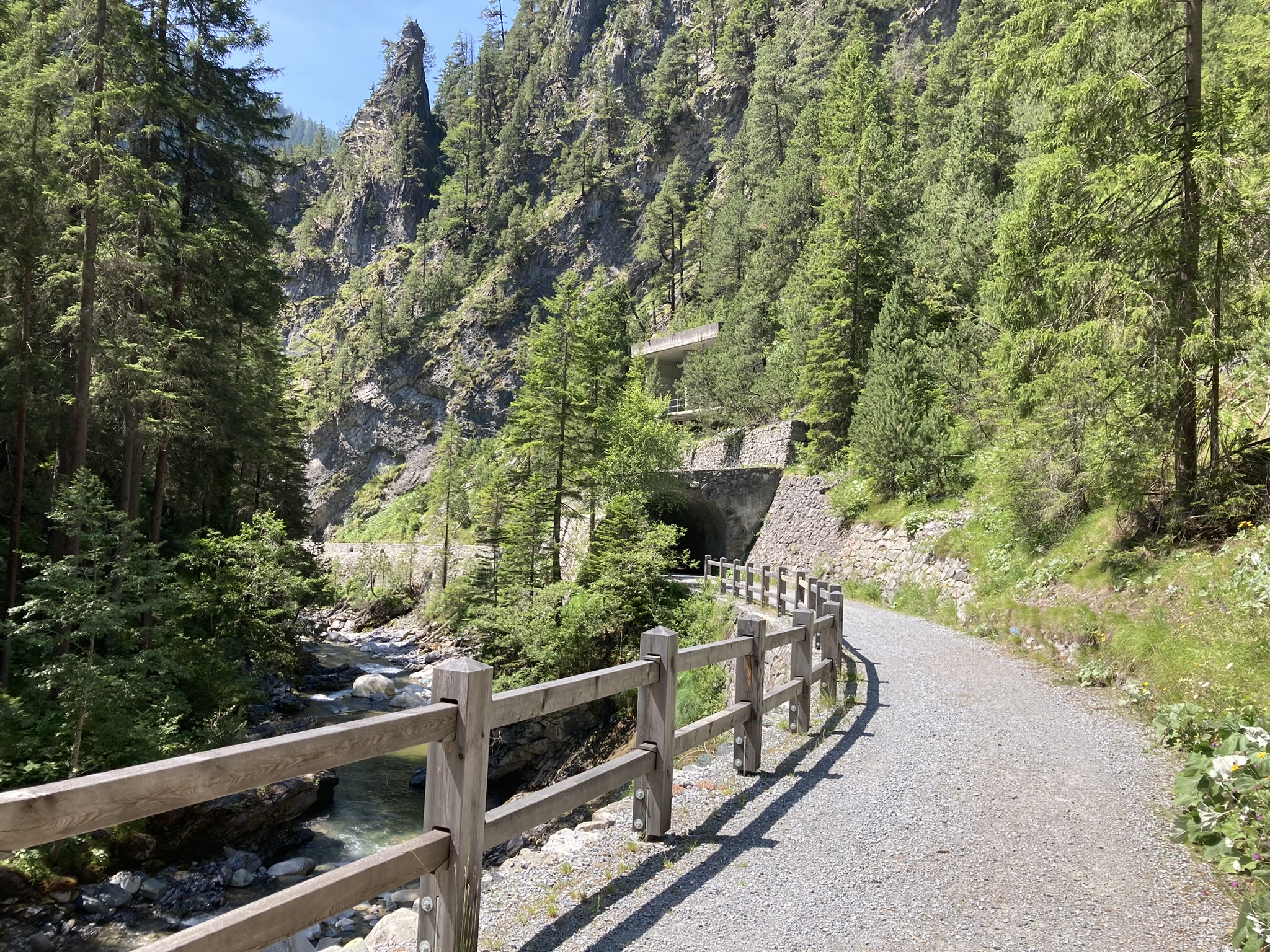
Alte Zügenschluchtstrasse mit Schutzgalerie
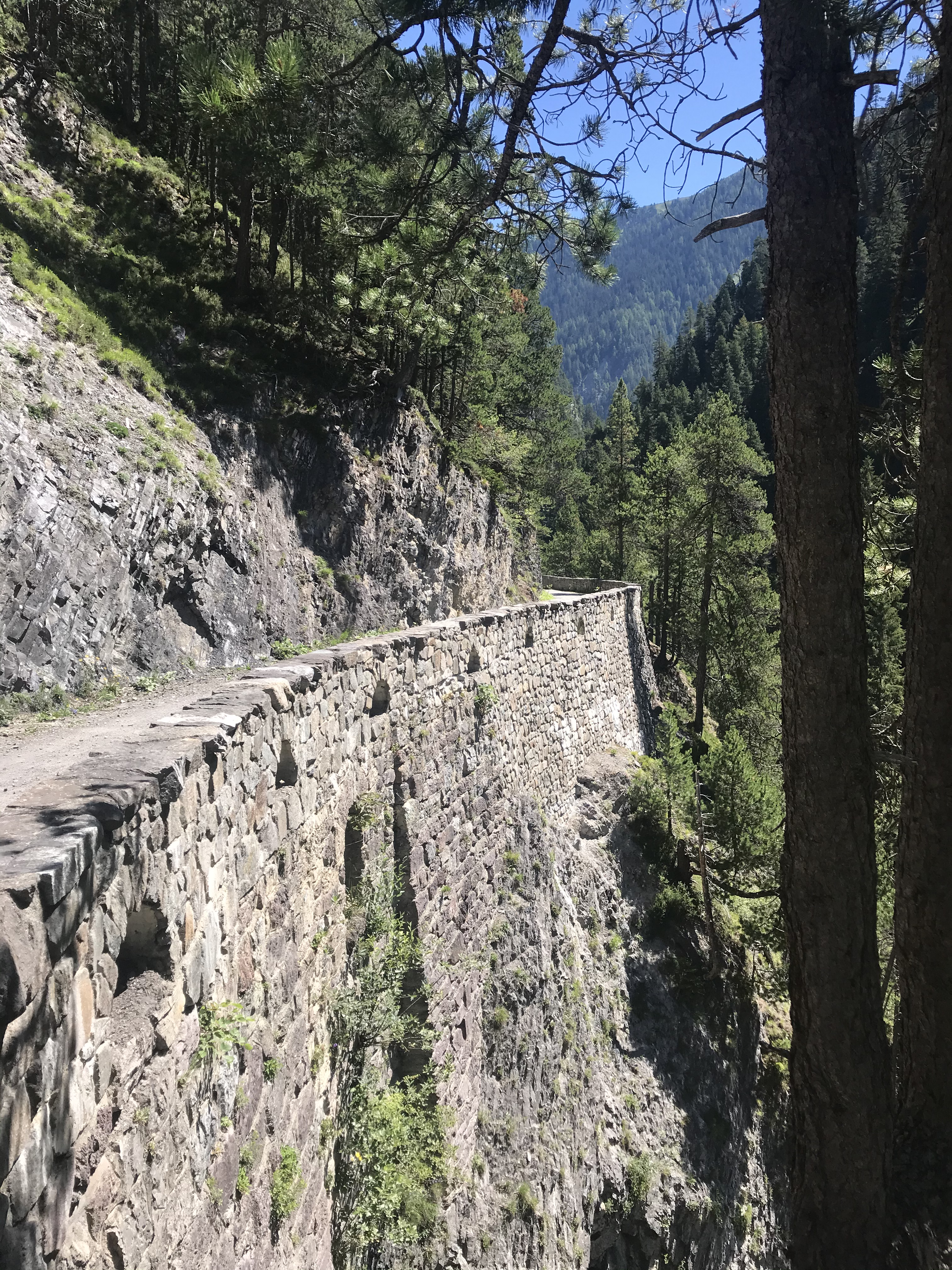
Alte Zügenstrasse
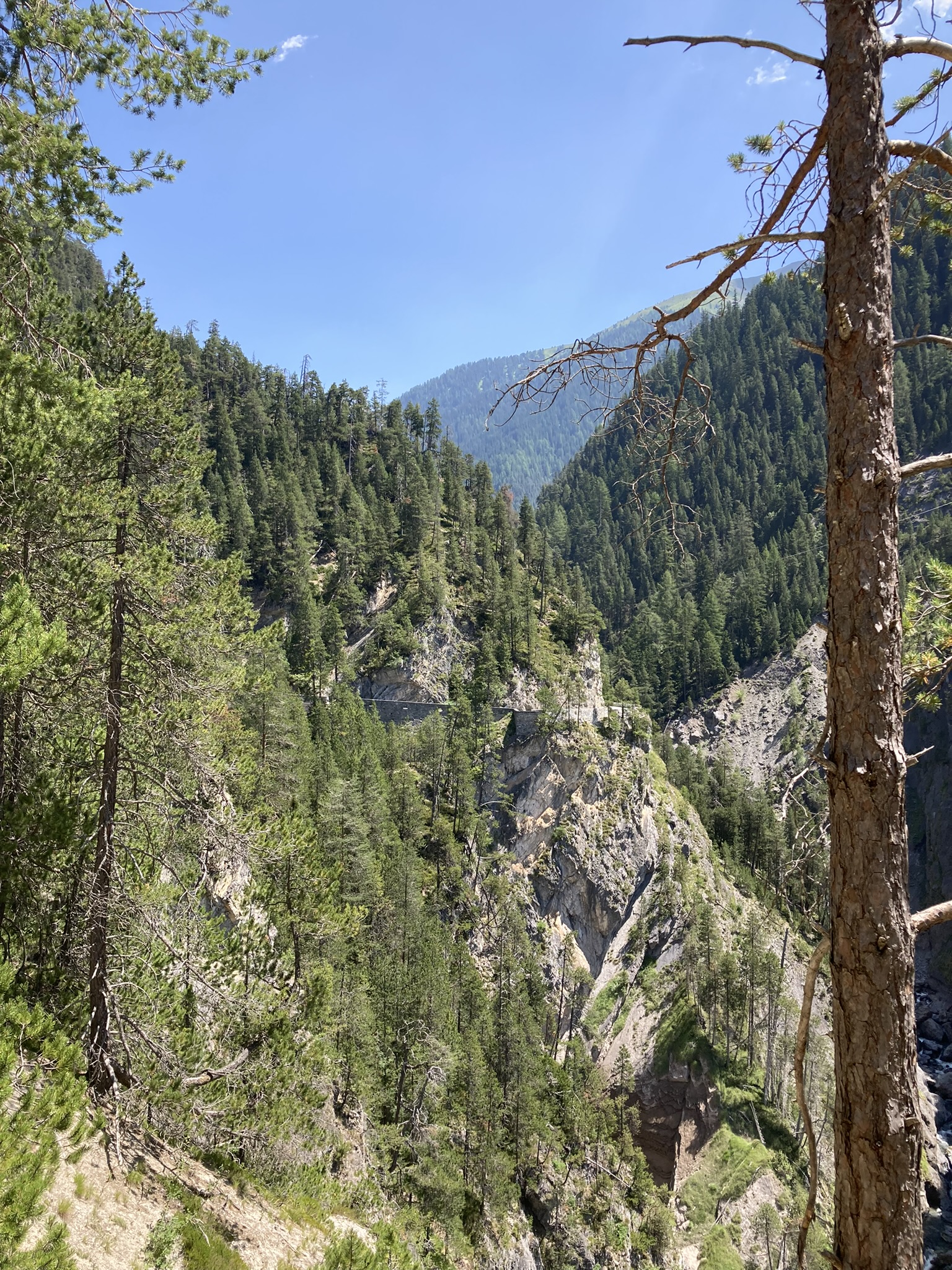
Strasse beim Bärentritt

Bahn
Am 1. Juli 1909 eröffnete die Rhätische Bahn die Strecke Davos Platz–Filisur durch die Zügenschlucht. Sie verläuft zunächst auf der orographisch linken Talseite entlang durch einen Tunnel am Silberberg, überquert bei Brombenz das Landwasser mit dem Brombenzviadukt und verläuft dann überwiegend in Tunnel auf der rechten Talseite bis zur Station Davos Wiesen. Beim Bärentritt tritt die Strecke nach dem Bärentritttunnel auf der nur zehn Meter langen Bärentrittbrücke kurz ans Tageslicht, bevor sie wieder im Tunnel Wiesen I verschwindet. Unter der Brücke verläuft der Brüggentobelbach oder Sagentobelbach hindurch, der über die Bärentrittfälle ins Landwasser stürzt. Diese landschaftlich spektakuläre Situation ist ein beliebtes Fotomotiv der Eisenbahnfreunde, wobei oft der Aussichtspunkt⊙ an der alten Zügenstrasse als Kamerastandort gewählt wird.

Da die Zügenschlucht wegen Lawinengefahr oft gesperrt werden musste, betrieb die Rhätische Bahn bis 1974 im Winterhalbjahr zwischen Davos Glaris und Wiesen einen Autoverlad nach Bedarf.

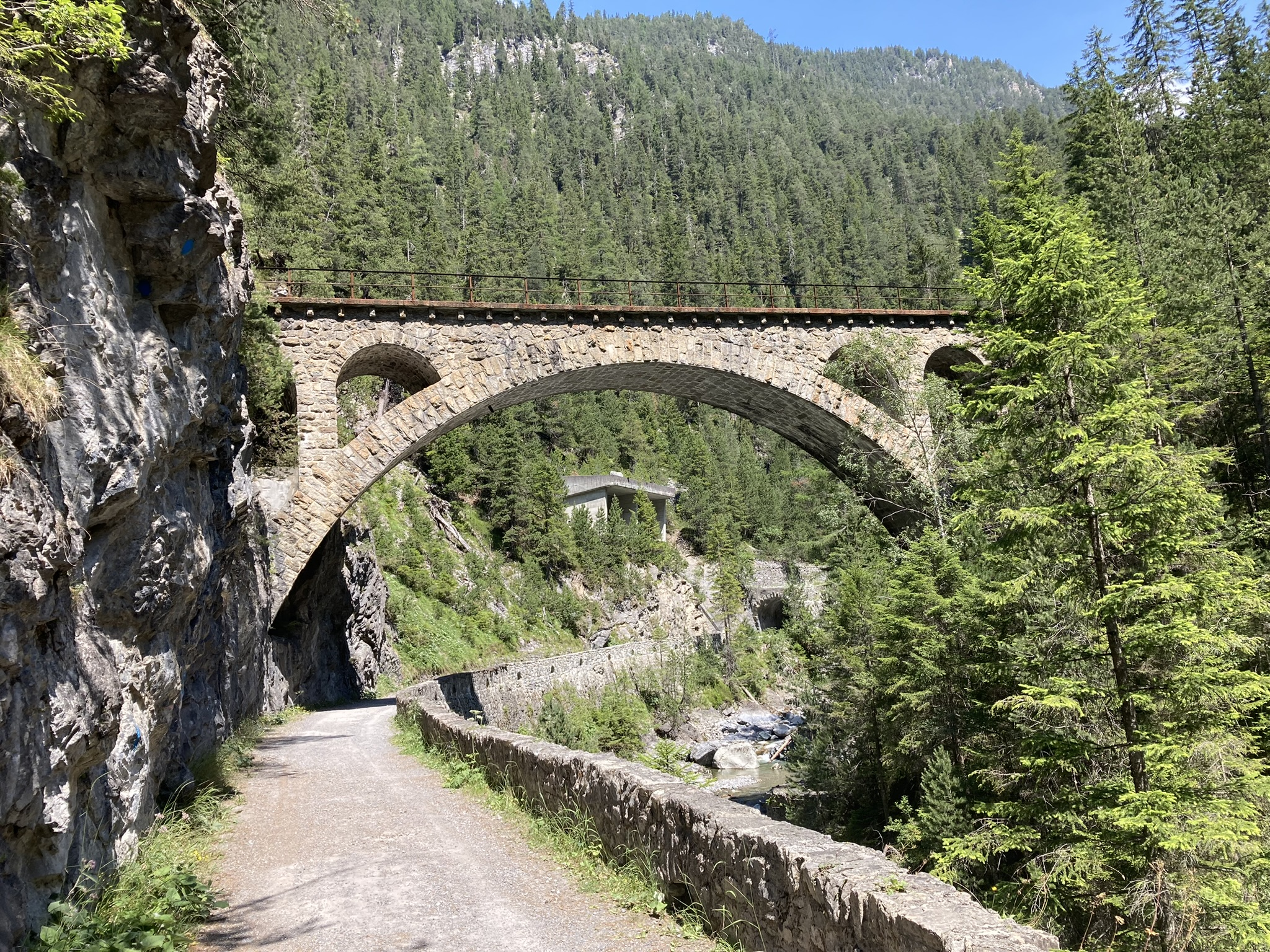
Brombenzviadukt
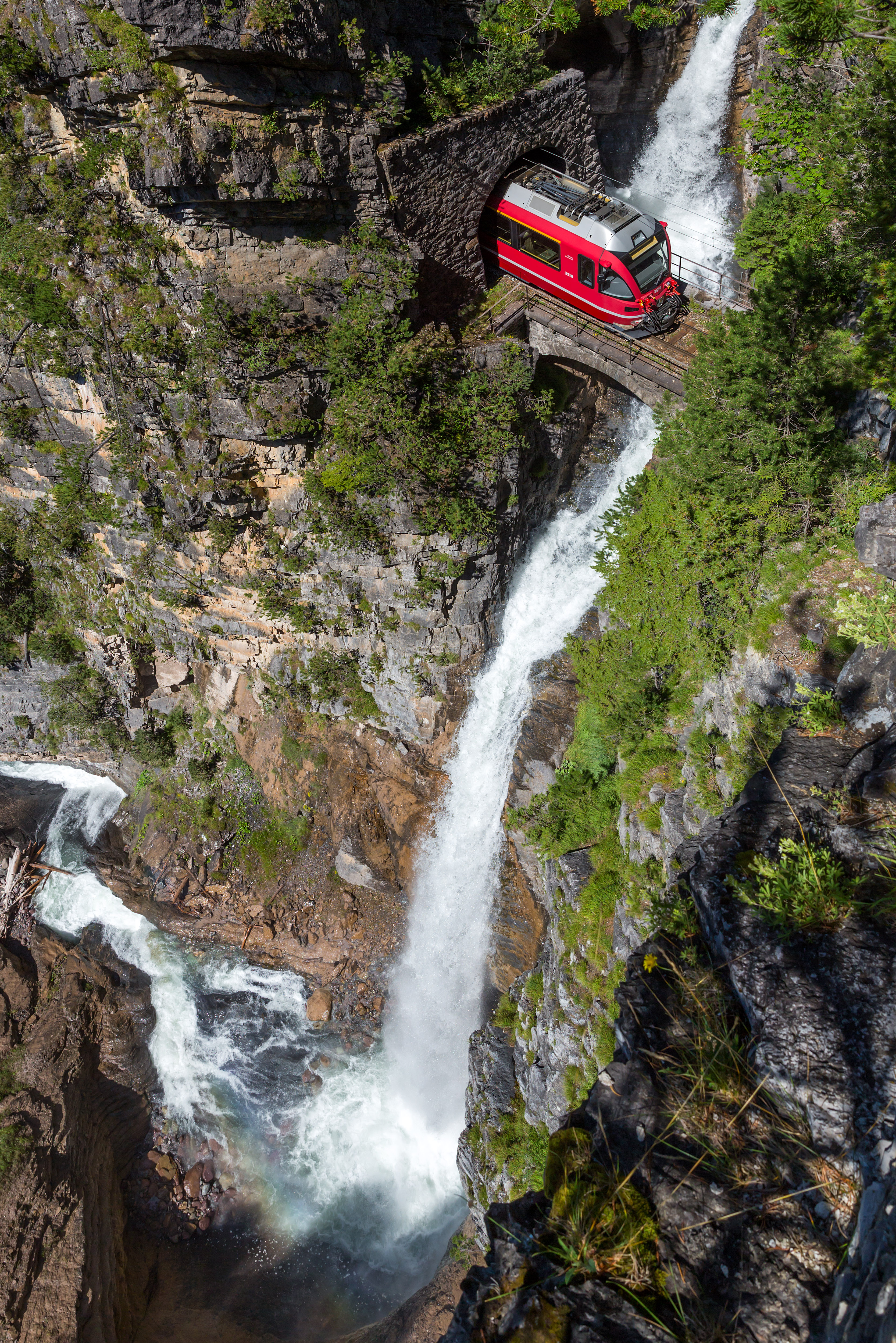
Bärentrittbrücke